# Exposition spécialisée de 1992
Cet article concerne l'exposition spécialisée de Gênes. Pour l'exposition universelle de Séville ayant eu lieu la même année, voir Exposition universelle de 1992.
L'Exposition internationale de Gênes 1992, ou Colombo '92, est une exposition spécialisée qui se tient du 15 mai au 15 août 1992 à Gênes, en Italie. Cinquante-quatre pays sont présents à la manifestation, qui enregistre en trois mois 1 694 800 visiteurs.

## Historique
La ville de Gênes déclare officiellement au BIE le 27 février 1987 son intention d'organiser l'exposition spécialisée de 1992. L'exposition est enregistrée par le Bureau international des expositions le 4 décembre 1987.

## Thème
Tout comme l'exposition universelle ayant lieu au même moment à Séville, l'exposition de Gênes entend célébrer, sous le thème « Christophe Colomb, le navire et la mer » le 500e anniversaire de la « découverte », en 1492, du continent américain par Christophe Colomb, né à Gênes, première personne de l'histoire moderne à traverser l'océan Atlantique en découvrant une route aller-retour entre le continent américain et l'Europe. Malgré tout, cet anniversaire sert surtout de prétexte pour présenter le navire et tout ce qui l'entoure : son évolution historique (structures, fonctions, propulsion, navigation, etc.), les routes maritimes, les ports et les autres utilisations de la mer (réseaux de télécommunication sous-marine, pipe-lines, ressources minérales et biologiques, recherche scientifique et loisirs).

## Lieu
L'exposition a lieu sur l'ancien port de Gênes. Un projet global d’urbanisme, piloté par l’architecte Renzo Piano, permet de rénover le cœur du centre historique de la ville pour les besoins de la manifestation.

## Participants
Les pays participants sont :

### Europe
Allemagne, Bulgarie, Communauté Européenne, Croatie, Espagne, France, Grèce, Hongrie, Italie, Malte, Monaco, Pologne, Portugal, Roumanie, Royaume-Uni, Suisse, Vatican.

### Asie
Chine, Corée du Sud, Israël, Japon.

### Afrique
Cameroun, Égypte, Maroc, Sénégal, Tunisie.

### Amérique
Argentine, Bahamas, Bolivie, Brésil, Chili, Colombie, Costa Rica, Cuba, Dominique, Équateur, États-Unis, Guatemala, Haïti, Honduras, Mexique, Nicaragua, Panama, Paraguay, Pérou, Salvador, Uruguay, Venezuela.